# Vlada
Vlada je najviše državno izvršno tijelo, koje djeluje za državu i u njezino ime, a koje ima svaka suverena država. Vlada može biti najefektivnije, pa čak i najviše tijelo vanjskog zastupanja dotične države, što ovisi o ustavnom uređenju i unutarnjim propisima te države o određivanju nadležnosti vlastitih tijela. Vlada je u pravilu skupno tijelo, sastavljeno od ministara i kojem predsjeda predsjednik vlade.
Vlade država mogu nositi razna imena, međutim bitno je to da ta tijela obavljaju funkciju vlade te da ih međunarodno pravo kao takva priznaje kao vladu. 
U širem smislu, i najčešće kolokvijalno, se rabi kao sinonim za sve najviše organe vlasti, uključujući sudsku i zakonodavnu. Tako se npr. pod američkom saveznom vladom podrazumijevaju Kongres, Predsjednik i savezni organi.

## Poveznice
- Vlada Republike Hrvatske
- Šef države